# Liste der Monuments historiques in Villers-en-Haye
Die Liste der Monuments historiques in Villers-en-Haye führt die Monuments historiques in der französischen Gemeinde Villers-en-Haye auf.

## Liste der Objekte
| Bezeichnung | Beschreibung                                                                         | Standort                       | Kennzeichnung | Schutzstatus | Datum | Bild |
| ----------- | ------------------------------------------------------------------------------------ | ------------------------------ | ------------- | ------------ | ----- | ---- |
| Taufbecken  | Stein, 13. Jahrhundert                                                               | in der Kirche St-Mansuy (Lage) | PM54001980    | Inscrit      | 2005  |      |
| Hauptaltar  | Altartisch, Altaraufbau und Tabernakel; Holz, vergoldet, Anfang des 18. Jahrhunderts | in der Kirche St-Mansuy (Lage) | PM54000988    | Classé       | 1969  |      |